# Histoire du Timor oriental

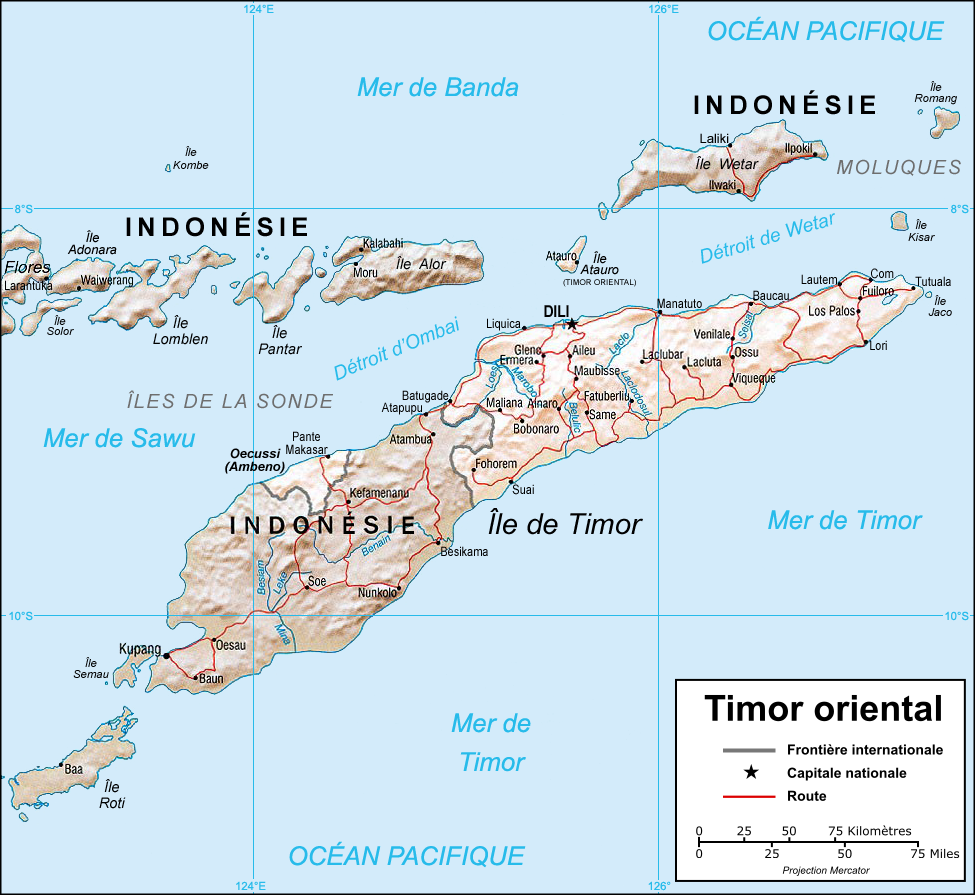
Timor oriental dans son environnement

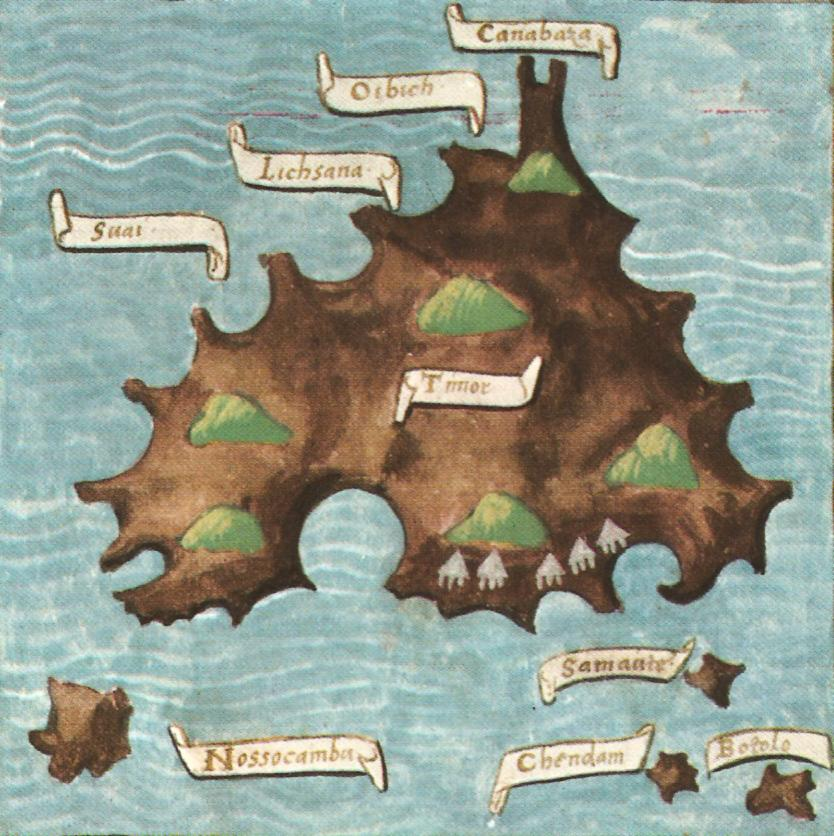
Antonio Pigafetta, schéma de Timor, vers 1520

Le Timor oriental est un pays d'Asie du Sud-Est de 15 410 km2 et d'environ 1 400 000 habitants en 2024.
Le pays (Repúblika Demokrátika Timór-Leste) est constitué de la moitié orientale de l'île de Timor — d'où son nom —, des îles d'Atauro (au Nord) et Jaco (à l'Est) et de l'Oecusse (Oecussi-Ambeno), une enclave située dans la partie occidentale de l'île de Timor, entourée par le Timor occidental sous souveraineté indonésienne.
Longtemps colonie portugaise (1598-1975), le Timor oriental est annexé par l'Indonésie à la fin de l'année 1975.
Après une guerre des plus meurtrières, le pays fait sécession par voie de référendum en 1999 et acquiert sa pleine indépendance en 2002.

## Préhistoire
L'île de Timor appartient à l'écozone australasienne et à la ceinture de feu du Pacifique.
La grotte de Jerimalai au Timor oriental contient quantité d'arêtes de poissons dont les plus anciennes datent de 42 000 ans, et dont la moitié proviennent de poissons pélagiques (de haute mer), en particulier de thons. La pêche de haute mer a donc été pratiquée depuis au moins cette date. L'équipe d'archéologues australiens de l'université de Canberra, qui a fait la découverte, a également mis au jour deux hameçons fabriqués à partir de coquillages, l'un de 11 000 ans et l'autre d'au moins 16 000 ans — le plus vieil hameçon découvert à ce jour,.

## Colonisation portugaise (1596-1975)
- Timor portugais (1596–1975)

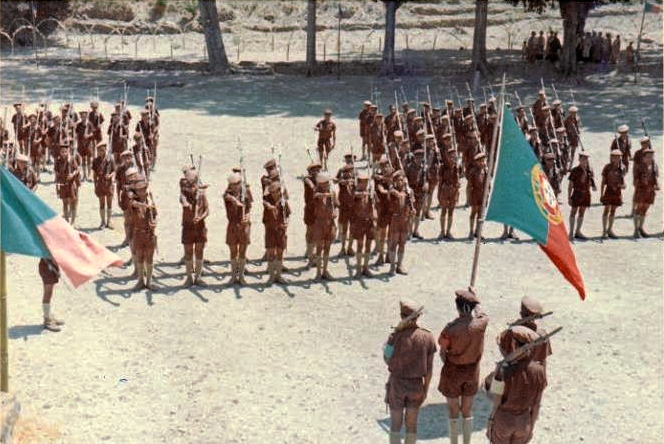
Soldats portugais à Timor (1968).

- Petites îles de la Sonde (Nusa Tenggara) (partagées entre Indonésie et Timor oriental)
  - Petites îles de la Sonde occidentales (Nusa Tenggara Barat), province indonésienne, Lombok, Sumbawa
  - Petites îles de la Sonde orientales (Nusa Tenggara Timur), Florès, Sumba, et autres, dont Timor (dont Timor oriental et ses dépendances)
- Grandes îles de la Sonde (Kepulauan Sunda Besar), dont Sumatra, Java, (Bornéo, Célèbes)...

Tomé Pires, un apothicaire portugais, qui de 1512 à 1515 a habité Malacca (conquise par les Portugais en 1511), note dans sa Suma Oriental que le bois de santal provient des îles de Sumba et Timor. Cette dernière devint portugaise en 1596.
Au XVIIe siècle, c'est toujours le cas du Timor, mais plus de Sumba. Les Portugais établissent un fort à Kupang dans l'Ouest du Timor, puis l'abandonnent pour se replier dans l'Est de l'île. La VOC (Vereenigde Oostindische Compagnie ou Compagnie néerlandaise des Indes orientales) occupe Kupang en 1653.
En 1859, un traité est signé par lequel le Portugal cède formellement la partie occidentale de l'île aux Néerlandais.

### Fin de colonisation portugaise (1942-1975)
En février 1942, le Timor oriental est envahi successivement par les Alliés et par l'empire du Japon dans le cadre de la guerre du Pacifique. La bataille du Timor, menée principalement par les forces australiennes et néerlandaises, dure jusqu'en février 1943, les forces armées portugaises soutenant plutôt les Alliés malgré leur neutralité officielle. En 1945, à la fin de la guerre, le Portugal reprend le contrôle de sa colonie.
Avec l'indépendance de l'Indonésie, en 1949, le Portugal est contraint de passer par l'Australie, pour approvisionner, difficilement, sa colonie.
Soekarno, le président indonésien, un des dirigeants, avec l'Inde de Nehru, des pays non-alignés, demande le départ des Portugais de l'archipel de l'Insulinde, ou Indonésie.
Un temps, le Portugal craint que sa colonie ne soit envahie militairement par l'Indonésie, comme le fait l'Inde entre 1954 et 1961 pour les possessions portugaises en Inde (Dadra et Navéli, Goa, Diu, Daman…).
Finalement, l'Indonésie attend bien après la mort de Salazar (1889-1970), la fin de la dictature (Dictature nationale 1926-1933, Estado Novo 1933-1974) et la révolution des Œillets (avril 1974) pour envahir ce territoire.
Timor reste officiellement colonie portugaise jusqu'en 1976. La colonisation portugaise a marqué durablement la société timoraise. C'est le deuxième pays d'Asie majoritairement catholique (80 % de la population) après les Philippines. Il dispose alors de sa propre monnaie depuis 1894 avec le pataca luso-timorais (pt) (indexé sur le pataca de Macao), puis, à partir de 1959, avec l'escudo timorais.

## Invasion indonésienne (1975) et occupation (1975-1999)

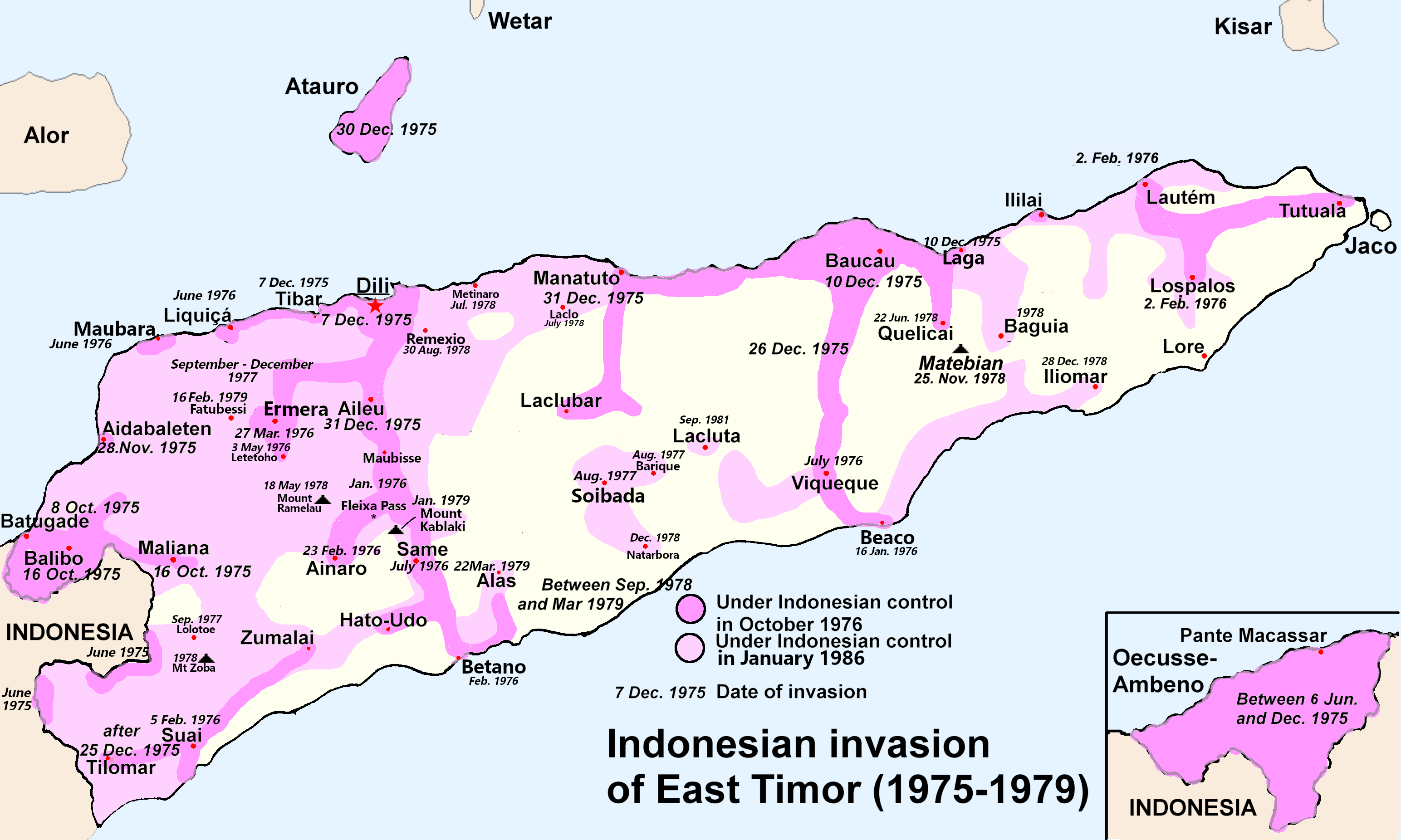
L'invasion indonésienne (en violet clair).

Dans la continuité de la Révolution des Oeillets, les autorités portugaises entament un processus de décolonisation du Timor oriental et en mai 1975, elles présentent un projet à cette fin aux principales organisations politiques du Timor. En octobre 1975, le Parlement portugais fait savoir que la souveraineté portugaise sur le Timor oriental prendrait fin en 1978. Cependant, le pays est en proie à des difficultés économiques et repousse l’indépendance qu’il juge incapable d’organiser. Dans le même temps, le Portugal se désengage de facto progressivement des affaires est-timoraises, comme en témoigne l'absence de réaction de son gouvernement à différents troubles qui touchent la région pendant l'été 1975.
Le 28 novembre 1975, le Front révolutionnaire pour l'indépendance du Timor oriental (Fretilin) (Frente Revolucionária de Timor-Leste Independente) déclara l'indépendance du Timor oriental. Neuf jours plus tard, l'armée indonésienne, armée et soutenue politiquement par les États-Unis, envahissait le territoire. L'ONU condamne l'occupation indonésienne par la résolution 384 votée le 22 décembre 1975 : invasion indonésienne du Timor oriental.
La répression continue après, avec l'implantation de fonctionnaires indonésiens et la volonté affirmée du régime Soeharto d'assimiler cette nouvelle province, la 27e de la nation. Une politique qualifiée d'exterminatrice se déploie avec l'utilisation par l'armée indonésienne de napalm sur les villages timorais soupçonnés d'apporter leur aide aux rebelles du FRETILIN, causant plus de 200 000 morts, la plupart civils, sur une population de moins d'un million d'habitants (près d'un tiers de la population), entre 1975 et la fin des années 1980.
Selon Noam Chomsky, cette invasion aurait eu pour cause la présence de gisements de pétrole dans les mers du Timor et serait soutenue par les gouvernements d'Australie, des États-Unis, de la France et de la Grande-Bretagne qui auraient fourni de l'armement à l'Indonésie lors des périodes de massacres les plus critiques. Afin d'appuyer cette théorie, Chomsky mentionne principalement :
- le traité australo-indonésien (1989) autorisant l'exploitation des champs de pétrole ;
- la reconnaissance officielle de « l'annexion » indonésienne du Timor par l'Australie ;
- la déposition à l'O.N.U. de Benedict Anderson, spécialiste de l'histoire de l'Indonésie.

De plus, Noam Chomsky a violemment critiqué la différence de traitement entre l'énorme couverture médiatique donnée par les médias occidentaux aux massacres du régime communiste des Khmers rouges au Cambodge, et l'absence totale d'informations sur l'occupation du Timor oriental par l'Indonésie, soutenu par les États-Unis; et ce malgré des massacres aussi violents.
Selon des documents déclassifiés ultérieurement, le Royaume-uni a soutenu en secret l'Indonésie dans son invasion du Timor oriental, et a fait en sorte de passer sous silence les atrocités commises pendant cette époque.
L'occupation indonésienne qui dure 24 ans est accompagnée par une politique de « javanisation » qui se traduit par des conversions forcées à l'islam, des massacres, l'interdiction de l'enseignement du portugais, des stérilisations de femmes.
Le Pape Jean-Paul II visite le Timor oriental les 11 et 12 octobre 1989.
Lors de son passage dans la capitale indonésienne, le Pape rend hommage au Pancasila, le système politique mis en place par Soeharto, en soulignant que « cette philosophie a inspiré et guidé votre croissance nationale » et qui « reconnaît fort opportunément que l'unique fondement de l'unité nationale est le respect pour les diverses opinions et convictions ».
Mais son hommage à Soeharto n'est pas apprécié par les chrétiens de l'île, et seulement 80 000 personnes assistent le 12 octobre à la grand-messe, alors qu'il en était attendu plus de 300 000.
De plus, en atterrissant à Dili, le Pape n'a pas baisé le sol de l'île comme il le fait lorsqu'il visite pour la première fois un pays souverain.
Montrait-il par ce geste qu'il considérait le Timor oriental comme une partie de l'Indonésie ? 
Désapprouvait-il donc l'évêque du Timor qui s'était adressé, auparavant, aux Nations unies pour réclamer un référendum sur le droit des peuples à disposer d'eux-mêmes (autodétermination) pour le Timor ?

## La lutte pour l'indépendance (1975-2002)
La visite du pape est ainsi marquée par des manifestations indépendantistes, durement réprimées.
Le 12 novembre 1991, l'armée indonésienne ouvre le feu sur une foule en deuil après la mort d'un étudiant au cimetière de Santa-Cruz de Dili.
Environ 200 personnes sont tuées ce jour-là.
D'autres manifestants sont assassinés les jours suivants, après des recherches de l'armée.
La cause du Timor oriental pour l'indépendance reçoit un impact médiatique et international important avec la remise du prix Nobel de la paix à l'évêque Carlos Filipe Ximenes Belo et José Ramos-Horta en octobre 1996. En juin 1997, le président sud-africain Nelson Mandela vient rencontrer le chef du Fretilin, Xanana Gusmão, alors emprisonné. Cette visite augmente encore la pression sur l'Indonésie pour arriver à une solution négociée.
La crise économique asiatique de 1997 affecte durement l'Indonésie. Le régime militaire de Suharto rencontre davantage de pressions intérieures, avec de nombreuses manifestations et violences dans les grandes villes du pays.

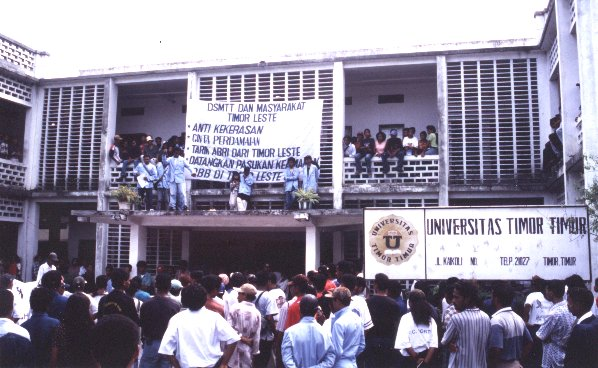
Manifestation contre l'armée indonésienne (« ABRI » sur la banderole) à l'université de Timor oriental en novembre 1998.

Il faut attendre mai 1998, pour que le dictateur laisse la place à son dauphin, B. J. Habibie, et qu'une évolution notable se produise quant à la situation du Timor oriental. En juin 1998, le nouveau président Habibie, ayant besoin de l'aide internationale pour réparer les dégâts provoqués par la crise économique, se dit prêt à accorder au Timor oriental un « statut spécial », que les dirigeants timorais refusent.
Le 7 février 1999, le ministre indonésien des Affaires étrangères accepte le principe d'une consultation d'autodétermination organisée par les Nations unies auprès des Timorais. Le 5 mai suivant, sous l'égide de l'ONU, l'Indonésie et le Portugal signent un accord prévoyant un référendum pour le 30 août.
Le 30 août 1999, les Timorais choisissent l'indépendance par le référendum organisé par l'ONU, 78,5 % des Timorais refusant l'autonomie interne proposée par le gouvernement indonésien.
Aussitôt, la province est mise à feu et à sang par des milices pro-indonésiennes (en) ne dépendant pas du gouvernement, mais jouissant d'une impunité totale et refusant de reconnaître l'écrasante victoire au référendum en faveur de l'indépendance.
Dans une démonstration de force sans précédent, les milices indonésiennes s'emparent de Dili, la capitale, et lancent une chasse sanglante aux indépendantistes.
Après plusieurs jours de tueries, de déportations et de pillages, l’ONU se décide à envoyer une force multinationale sous commandement australien (Interfet) afin d’imposer la paix.
Le 20 septembre 1999, le Timor oriental devient un territoire sous administration provisoire des Nations unies.
Le 20 octobre 1999, l'Assemblée consultative du peuple abroge la loi d’annexion de 1976 et ratifie un décret entérinant les résultats du référendum du 30 août précédent.
Le 25 octobre 1999, le Conseil de sécurité des Nations unies adopte la résolution 1272 (1999), qui porte création de l'Administration transitoire des Nations unies au Timor oriental (ATNUTO), administration civile et de maintien de la paix dont le mandat sera prolongé à deux reprises jusqu'à l'accession formelle du pays à l'indépendance, le 20 mai 2002.
La majeure partie de l'infrastructure du pays est détruite et l'économie paralysée. Le chef de la résistance timoraise, Xanana Gusmão, est libéré peu après.
Les atrocités commises par les autorités indonésiennes et les milices pro-indonésiennes font l'objet de démarches de justice transitionnelle[réf. nécessaire] :
- trois chambres spéciales des tribunaux de district de Dili sont créées pour juger les exactions ; elles ne peuvent toutefois pas mener à leur terme toutes les investigations et les jugements qui auraient dû en découler, faute d'un financement suffisant pour accomplir toute la tâche ;
- une commission pour l’Accueil, la Vérité la Réconciliation est établie pour essayer de réparer et de réconcilier le pays.

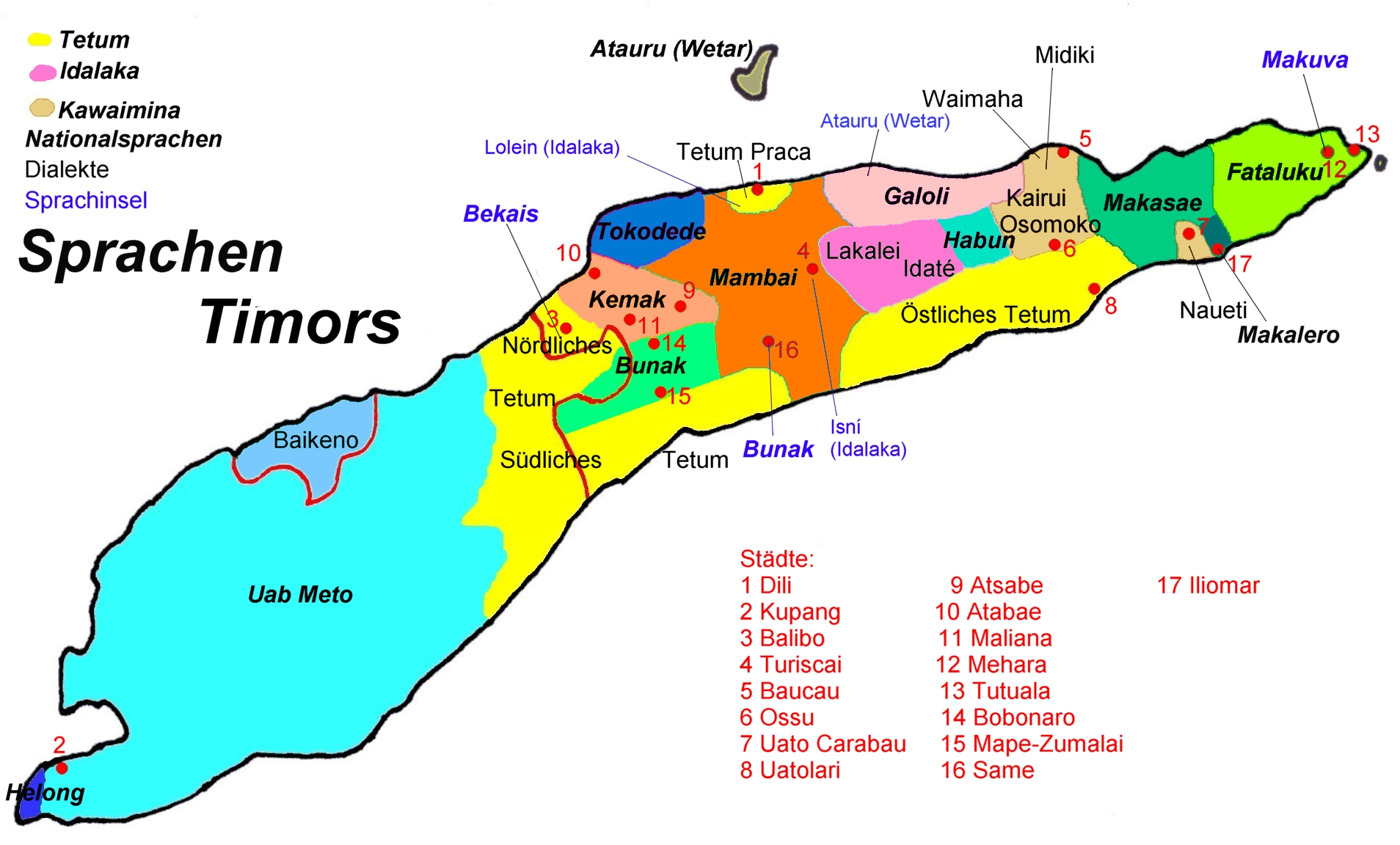
Langues à Timor

## Indépendance (2002)
En avril 2001, sont organisées les premières élections du pays. Xanana Gusmão est élu et intronisé président du nouveau pays le 20 mai 2002, marquant l'avènement de l'indépendance effective du Timor oriental, devenu un pays souverain.
À la suite de l'indépendance, les relations entre l'Indonésie et le Timor oriental s'apaisent progressivement. Malgré ses propres difficultés financières, le Timor oriental fait un don pour aider l'Indonésie à la suite du tsunami de 2004. En 2008, le Président indonésien Susilo Bambang Yudhoyono fait de son côté part des regrets de son pays pour les actions commises contre la population du Timor oriental. Dans un entretien avec le The Jakarta Post le 31 août 2015, le Premier ministre du Timor oriental, Rui Maria de Araújo, qui a passé 9 ans comme étudiant dans différentes universités d'Indonésie, considère que « la relation entre Timor Leste et l'Indonésie est excellente ».
Depuis l'indépendance, les principaux enjeux diplomatiques concernent l'exploitation des champs de pétrole dans le Timor Gap que l'Indonésie et l'Australie tentent d'accaparer à leurs profits. Le jeune État reste cependant très dépendant de l'aide australienne au développement. Cette coopération est néanmoins entachée par les révélations dans la presse des activités d'espionnage australiennes auprès de certains cabinets ministériels timorais. En mars 2014, la Cour internationale de justice ordonne à l'Australie de mettre fin à ces activités.
En 2024, le pays est officiellement accepté comme membre de l'Organisation mondiale du commerce après plus de sept ans de négociations 

## Galerie de dirigeants
Premiers ministres
- Nicolau dos Reis Lobato 1975
- Marí Alkatiri 2002-2006, 2017-2028
- José Ramos-Horta 2006-2007
- Estanislau da Silva 2007
- Xanana Gusmão 2007-2015, 2023-présent
- Rui Maria de Araújo 2015-2017
- Taur Matan Ruak 2018-2023

Présidents de la République de Timor-Leste

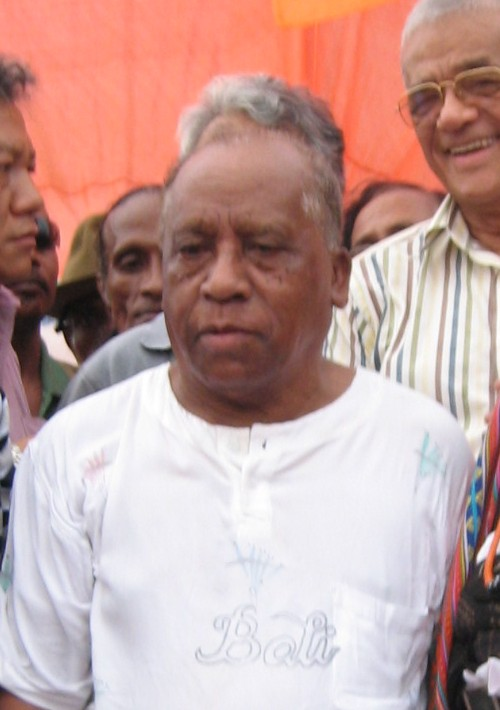
Francisco Xavier do Amaral 1975

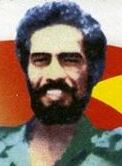
Nicolau dos Reis Lobato 1975
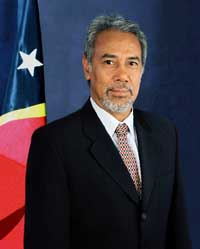
Xanana Gusmão 2002-2007
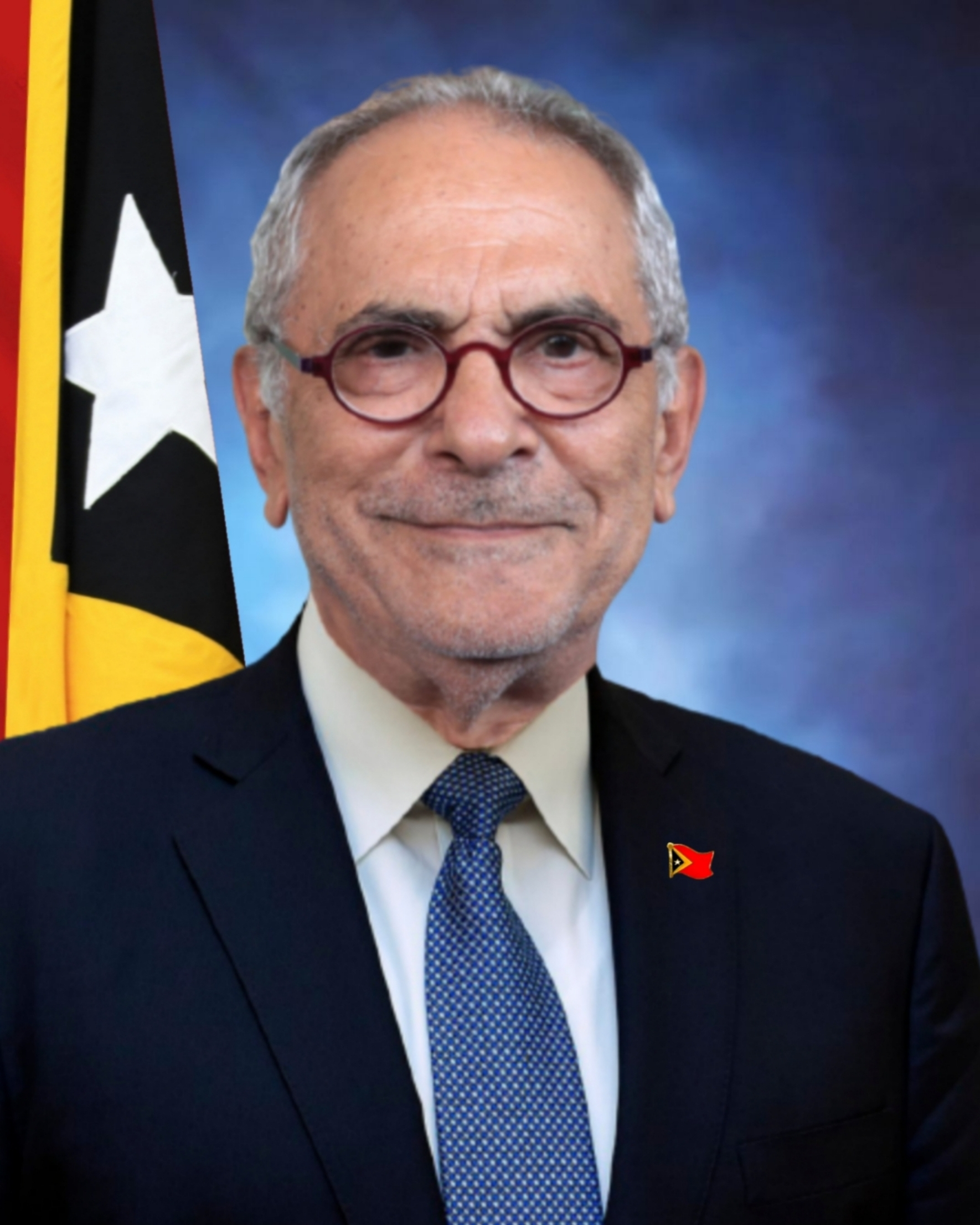
José Ramos-Horta 2007-2008, 2008-2012, 2022-présent
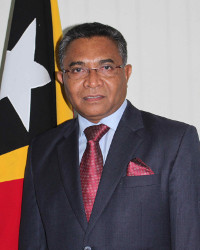
Rui Maria de Araújo 2008
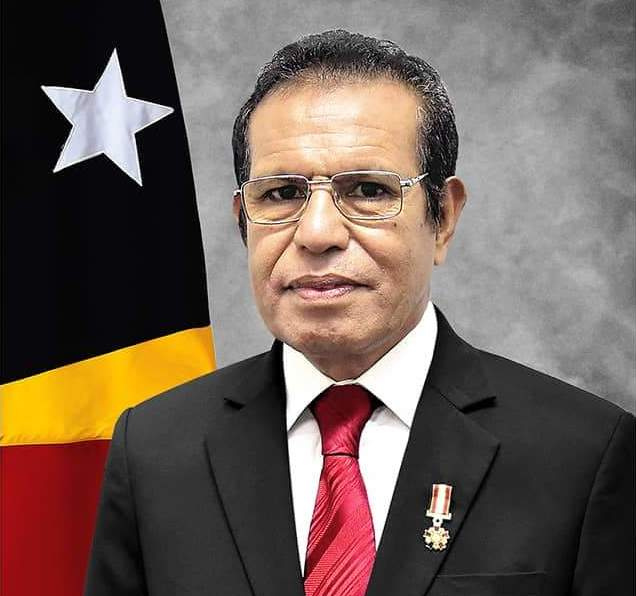
Taur Matan Ruak 2012-2017
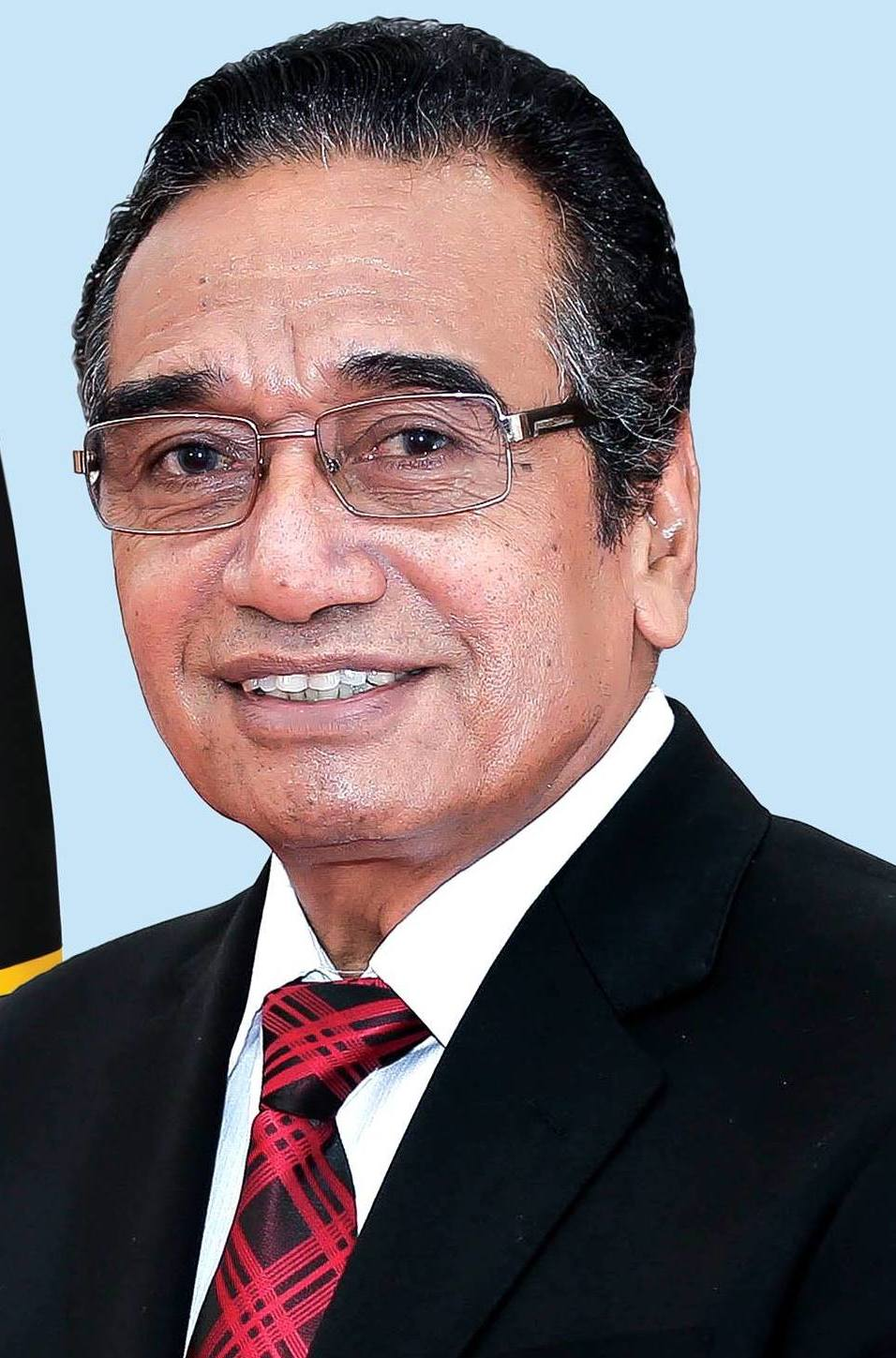
Francisco Guterres 2017-2022
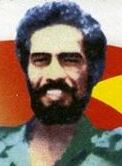
Nicolau dos Reis Lobato 1975
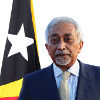
Marí Alkatiri 2002-2006, 2017-2028

- Xanana Gusmão 2002-2007
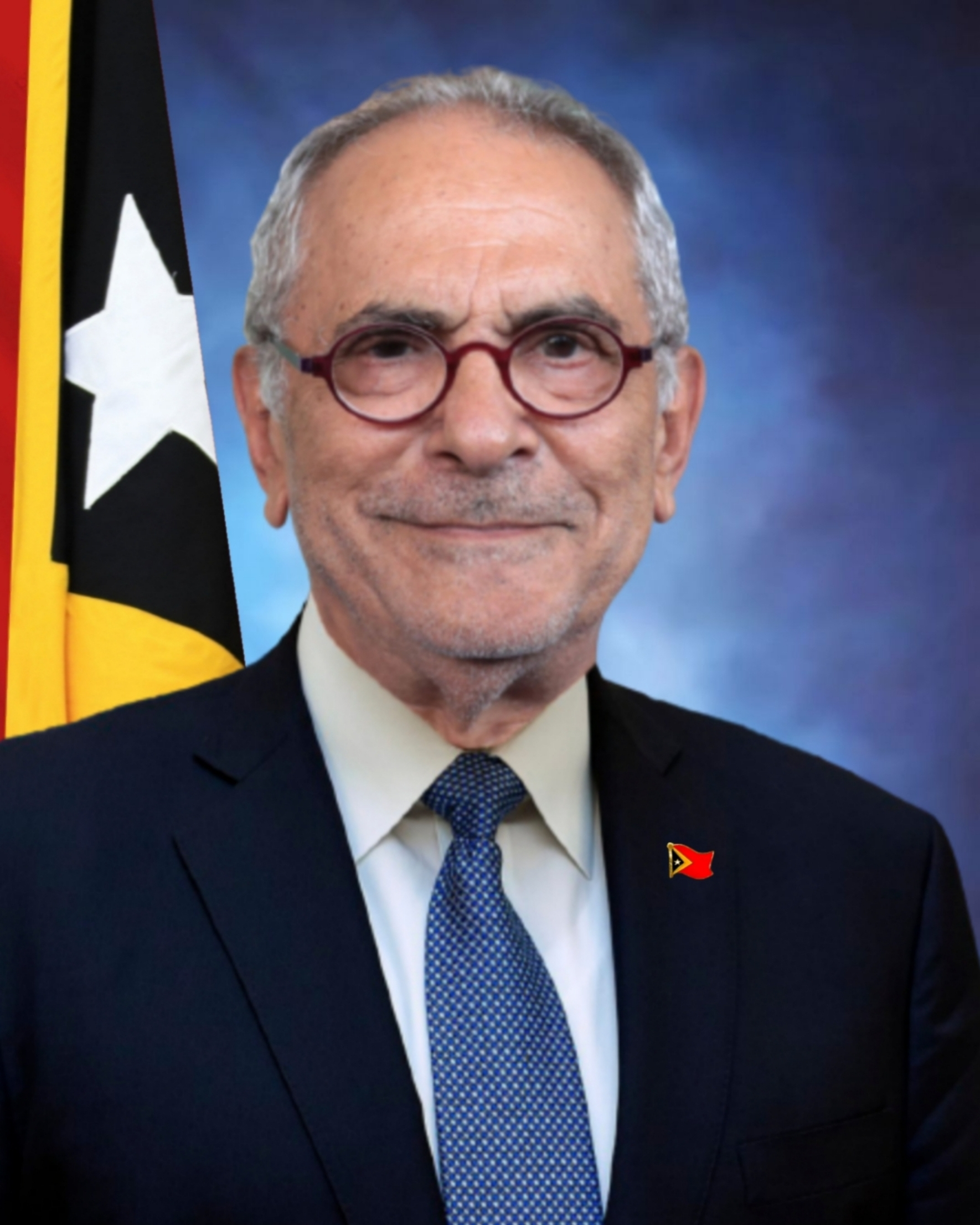
José Ramos-Horta 2007-2008, 2008-2012, 2022-présent
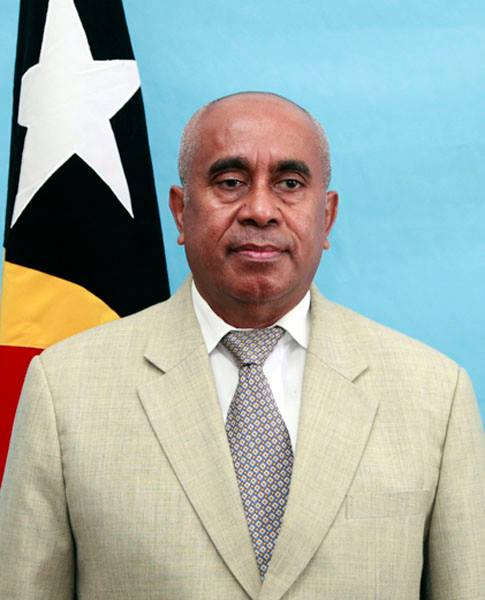
Estanislau da Silva 2007
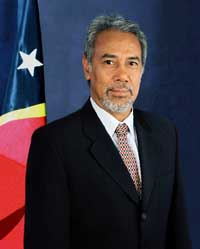
Xanana Gusmão 2007-2015, 2023-présent
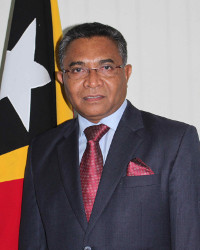
Rui Maria de Araújo 2008
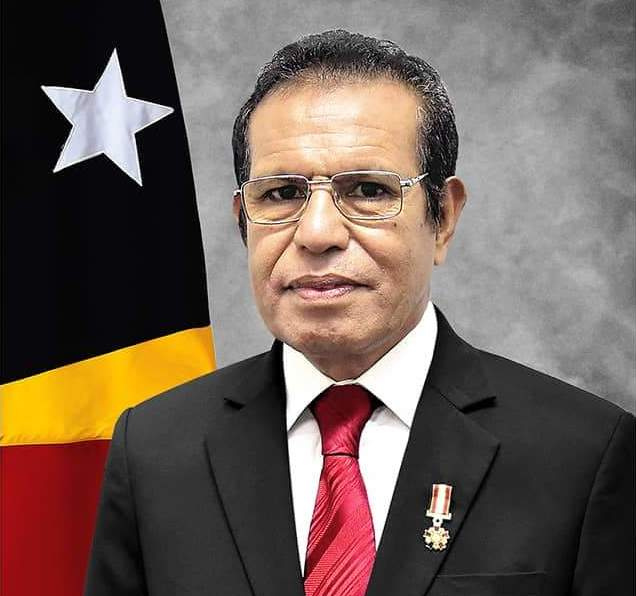
Taur Matan Ruak 2012-2017
- Francisco Guterres 2017-2022

#### 1940
- Invasion du Timor (Seconde Guerre mondiale) (1942-1943)
- Occupation japonaise des Indes néerlandaises (1942-1945)

#### 1975
- République démocratique du Timor oriental (1975)
- Jour de la proclamation de l'indépendance
- Occupation indonésienne du Timor oriental (1975-1999)
- Gouvernement provisoire du Timor oriental (en) (1975-1976)
- Province indonésienne du Timor oriental (en) (1976-1999)
- L'Australie et l'occupation indonésienne du Timor oriental (en)
- Massacre de Santa Cruz (du Dili, 1991)
- Génocide au Timor oriental (en)
- Crise timoraise de 1999
- Résolution 1246 du Conseil de sécurité des Nations unies, Mission des Nations unies au Timor oriental (1999)
- Résolution 1272 du Conseil de sécurité des Nations unies (1999), Force internationale pour le Timor oriental (1999-2000)
- Administration transitoire des Nations unies au Timor oriental (1999-2002)
- Référendum sur l'indépendance du Timor oriental (1999)

#### 2000
- Commission pour l’Accueil, la Vérité la Réconciliation (2001)
- Mission d'appui des Nations unies au Timor oriental (2002)
- Traité de la mer de Timor (2002)
- Indépendance du Timor oriental (20 mai 2002)
- Traité sur certains arrangements maritimes dans la mer de Timor (en) (2003)
- Scandale d'espionnage entre l'Australie et le Timor oriental (en) (2004-)
- Crise timoraise de 2006, Mission intégrée des Nations unies au Timor-Leste (2006)
- Registre international Mémoire du monde (Timor oriental)

- Culture du Timor oriental
- Économie du Timor oriental

- Politique au Timor oriental, premier ministre du Timor oriental, liste des présidents du Timor oriental
- Relations Australie-Timor oriental (en)
- Empire portugais dans l'archipel indonésien (en)

#### Chine
- Mer de Chine méridionale, piraterie en mer de Chine (depuis 1400 environ)
- Sphère culturelle chinoise, Grande Chine, politique d'une seule Chine, sinophonie (en)
  - Politique étrangère de la république populaire de Chine
  - Siècle chinois (nouvelle Pax sinica ?)
  - Conflit en mer de Chine méridionale
  - Association des nations de l'Asie du Sud-Est (1967, ASEAN)
    - ASEAN Free Trade Area (1992, AFTA), Zone de libre échange de l'ASEAN
    - ASEAN plus trois (1997, Chine / Japon / Corée du Sud)
    - Sommet de l'Asie orientale (2005, EAS)

  - Conflit en mer de Chine méridionale (2000-)
  - Organisation de coopération de Shanghai (2001, OCS)
  - Nouvelle route de la soie (2013)
  - Route de la soie maritime du 21e siècle (en)
  - Stratégie du collier de perles
  - Grande muraille de sable (2014-)